# Charlie Adlard
Charles "Charlie" Adlard  (nascido em 1966) é uma artista de quadrinhos britânico, conhecida por seu trabalho em livros como Savage e The Walking Dead.

## Carreira
Adlard começou seu trabalho no Reino Unido na morte de branco com Robbie Morrison e série 2000 AD, incluindo Judge Dredd e Armitage. Ele continuou a trabalhar para eles com a série de Savage.
Nos Estados Unidos ele é mais conhecido por seu trabalho em The X-Files (para Topps), astronautas em apuros (para AiT/planeta Lar) e The Walking Dead  (para a Image Comics). Ele foi a artista principal em The Walking Dead desde 2004.
Outros trabalhos incluem: ataques de Marte! (também para Topps); O clube do inferno e Warlock  para a Marvel Comics; Batman: Gotham Knights e Lanterna Verde/Green Arrow para a DC Comics; Morte branca para Les Cartoonistes Dinosaures; Bruxa de Blair: Testamentos escuros e Codeflesh de imagem; Shadowman para o Acclaim Comics; e o estabelecimento para a Wildstorm, entre muitos outros.
Estilo na Adlard evoluiu-se de que era originalmente totalmente pintado arte em Armitage, aumentando a confiança como uma artista, a sua obra recente, que usa blocos grandes de tinta preta na página para criar efeitos de sombra.carece de fontes
Ele tem recebido reconhecimento por seu trabalho, incluindo uma nomeação para o prêmio Squiddy para melhor arte-finalista em 2001.
Ele ilustrou uma graphic novel, jogando o jogo, escrito pelo vencedor do Prêmio Nobel Doris Lessing.
Em 2012, Adlard foi um dos vários artistas para ilustrar uma capa variante de The Walking Dead de Robert Kirkman #100, que foi lançado em 11 de julho na San Diego Comic-Con